# Плувен басейн
Плувен басейн, понякога за кратко наричан само басейн, е спортно съоръжение, водоем, предназначен за практикуване на плуване и други водни спортове като водна топка, скокове във вода, водна топка, синхронно плуване и пр.
Басейнът е изкуствено създадено място, пълно с вода и се строи най-често от бетон, макар че има и случаи, когато се изработва от пластмаса, метал или дърво. Съществуват най-различни форми и големини на плувните басейни, а също така открити и закрити такива водоеми.
Според предназначението си плувните басейни биват: развлекателни, за спортни цели, за медицински нужди, балнеологични, аквапаркове, специализирани, плувни комплекси и др.
За състезания се ползват басейни с правоъгълна форма и със стандартни дължини. Например 50 на 25 m се нарича още олимпийски, а 25 на 12,5 m – полуолимпийски басейн.